# Francine Chicoine
Pour les articles homonymes, voir Chicoine.
Francine Chicoine (21 avril 1945 à Saint-Hyacinthe au Canada) est une écrivaine canadienne.

## Biographie
Francine Chicoine vit à Baie-Comeau, sur la Côte-Nord du Saint-Laurent, depuis plus de 40 ans. Elle a complété des études en sciences sociales ainsi qu’en gestion des petites et moyennes organisations, puis a occupé divers postes de responsabilité dans le domaine de la santé et des services sociaux. Elle se consacre aujourd’hui à l’écriture et à la promotion de la littérature.
Elle a publié des livres, dirigé des ouvrages collectifs et collaboré à plusieurs recueils et revues littéraires. Elle a mis sur pied le Camp littéraire de Baie-Comeau ainsi que les Éditions Tire-Veille et en assume la direction. Elle est aussi directrice de la Collection Voix Intérieures–Haïku aux Éditions David.
Elle anime régulièrement des ateliers littéraires et est à l’origine de divers événements littéraires associant littérature et autres formes d’expression artistique.
En 2001, elle recevait le Mérite culturel nord-côtier en reconnaissance de sa contribution exceptionnelle au domaine des arts et de la culture sur la Côte-Nord.
En 2015, elle met sur pied l'École nationale de haïku, organisme spécialisé dans l’enseignement du haïku et de ses multiples composantes.